# Schönau an der Triesting
Schönau an der Triesting è un comune austriaco di 2 100 abitanti nel distretto di Baden, in Bassa Austria.

## Monumenti e luoghi d'interesse
- Castello di Schönau